# Bryales
Bryales là một bộ rêu trong ngành Bryophyta.